# 오오쿠보 루미
오오쿠보 루미(일본어: 大久保 瑠美 おおくぼ るみ[*])는 사이타마현 출신의 여성 성우이다. 81 프로듀스 소속. 혈액형은 A형.

## 경력
1989년 부모님의 본가인 에히메현에서 태어났으나 사이타마 현에서 자랐다.
2009년 『전문학교 도쿄 아나운스 학원』 「방송성우과」에 다녔으며 「제3회 81 오디션」에 참가해 우수상을 수상했다. TV 애니메이션 『속삭임』으로 데뷔.
2011년 1월에는 TV 애니메이션 『프리징』으로 첫 레귤러 데뷔를 했으며 4월에는 『해피 캇피』로 TV 애니메이션 첫 주인공을 맡게 되었다.

## 내력·인물
고등학생 때는 치어리더를 했었다. 현재 퍼스낼리티로 출연하는 『A&G NEXT GENERATION Lady Go!!』에서는 치어리딩을 완벽히 선보였다.
DVD-BOX를 구입할 정도로 디지몬을 좋아한다. 매년 새해가 되면 디지몬 DVD-BOX 전 편을 보는 의식을 치른다. 좋아하는 음식은 가라아게. 동물을
싫어하진 않지만 알러지가 있어 가까이 있는 건 피한다. 바다 생물 중에서는 범고래를 좋아한다. 존경하는 성우는 카토 에미리.
2012년에 들어서 사인 디자인을 바꿨다. 지금까지는 이름을 로마자로 표기했으나 2011년에 사인을 많이 하다보니 쓰기 힘들어서 지금은 쓰기 편하게 히라가나로 표기한다.

## 에피소드

### 스위트 프리큐어♪
TV 애니메이션 『스위트 프리큐어♪』에서는 방송 전부터 수수께끼의 프리큐어로서 소개됐던 큐어 뮤즈의 정체 시라베 아코 역을 맡았었다. 첫 등장한 11화부터 정체가 밝혀지는 35화까지 간간히 복선이 나오는데 오오쿠보 루미는 오디션 제의를 받았을 때부터 정체를 알고 있었다. 그 때문에 스태프들이 주위에 말 하지 말라고 했다.
『달의 요정 세일러문』이나 『프리큐어 시리즈』를 봐왔던 오오쿠보 루미는 프리큐어 역으로 발탁 된 거에 기뻐하는 한 편 경력이 짧은 자신이 이런 큰 역할을 맡아도 좋을지
불안해 하고 있었다. 하지만 다른 프리큐어의 성우들과 스태프 그리고 OP 가수인 쿠도 마유와 ED 가수인 이케다 아야에게 격려를 받은 덕에 스튜디오에 올 때마다 즐거워 졌다고
한다.
프리큐어 시리즈의 역대 프리큐어 중에서는 큐어 레모네이드, 큐어 파인, 큐어 선샤인 같은 노란색 프리큐어를 좋아해 자신이 맡은 큐어 뮤즈가 노란색 캐릭터여서 매우 기뻐했다고 한다.
같이 출연했던 고시미즈 아미 (큐어 멜로디 역), 오리카사 후미코 (큐어 리듬 역), 토요구치 메구미 (큐어 비트 역) 이 세 명과 OP·ED 가수인 쿠도 마유, 이케다 아야와 함께
곱창집에서 회식을 했다고 한다.

### 나나모리중☆오락부 (유루유리)
애니메이션 『유루유리』에서는 요시카와 치나츠를 연기했다. 파생 유닛인 『나나모리중☆오락부』의 일원으로서 각 종 이벤트에 참가했다.
본편에서의 요시카와 치나츠의 이미지에 겹쳐 「(이벤트 등에서) 제가 무슨 말을 해도 『시커매』『악랄해』『쩨쩨해』라고 한다구요!」라고 말했다.

## 출연

### TV 애니메이션
2009년
- 속삭임 - 고노미, 여학생, 친구

2010년
- 마법변신! 아이돌 프린세스 리틀프릿 - 아즈미
- 카타나가타리 - 여자

2011년
- 페어리 테일 - 고고도라
- 마법소녀 마도카☆마기카 - 마법소녀, 여자, 간호사 A, 간호사 B, 여학생
- 스위트 프리큐어♪ - 시라베 아코/큐어 뮤즈
- 오빠 따위 전혀 좋아하지 않는다구!! - 메이드
- 유루유리 - 요시카와 지나츠
- 카드파이트!! 뱅가드 - 샤이닝 레이디, 오아이스 걸, 장미의 기사 모르가나, 카르마 퀸 등
- 해피 캇피 - 기노시타 스구리

2012년
- 여기저기 - 미니와 즈미키
- 오다 노부나가의 야망 - 본텐마루
- 유루유리♪♪ - 요시카와 지나츠
- 전국 컬렉션 - 오다 노부나가
- 전희절창 심포기어 - 여자 아이, 여고생 3인조
- 카드파이트!! 뱅가드 아시아 서킷 편 - 도비타 마이, 보름달의 여신 츠쿠요미/초승달의 여신 츠쿠요미
- 프리티 리듬: Dear My Future - 아게하 미아

2013년
- 갈릴레이돈나 (페라리 가즈키)
- 마기 (피스티)
- 무시부교 (히바치)
- 서번트X서비스 (이치미야 도코)
- 유유시키 (노노하라 유즈코)

2014년
- 미확인으로 진행형 (요노모리 고베니)
- 바라카몬 (아라이 타마코)
- 블랙 블릿 (가타기리 유즈키)
- 일주일간 친구 (야마기시 사키)
- 모모큔 소드 (마론)
- 서바게부 (가스가노 우라라)
- 위저드 배리스터즈 변마사 세실 (사소리 코모로)

2015년
- 찾아보자! 부활동 스핀오프 푸루푸룬 샤름과 놀자 (이자요이 카논)

### 극장판 애니메이션
2011년
- 극장판 스위트 프리큐어♪ 되찾아라! 마음이 이어지는 기적의 멜로디♪ - 시라베 아코/큐어 뮤즈
- 극장판 케이온! - 객실 승무원

2012년
- 극장판 프리큐어 올스타즈 New Stage 미래의 친구 - 시라베 아코/큐어 뮤즈

2017년
- 극장판 다마고치 비밀의 배송 대작전 - 니지후왓치

### OVA
2012년
- 새로운 세계 - 혼고
- 일발필중!! 디밴더 - 하루카제 사쿠라

2014년
- 유루유리 나츄야츄미 -- 요시카와 치나츠

### 웹 애니메이션
2011년
- 코피한 - 츠가야마 유즈키

### 외화더빙
2012년
- 배트맨 - 브레이브 앤 더 볼트 - 아이스

2015년
- 라일리의 세상 - 라일리 매튜스

### 라디오
- A&G NEXT GENERATION Lady Go!! (초!A&G+: 2010년 10월 7일 ~, 수요 퍼스낼리티)
- 오오쿠보 루미·후쿠하라 카오리의 여기저기 스테이션 (초!A&G+: 2012년 3월 3일 ~)
- 유리유라라라라 유루유리 방송실 (라디오 오사카: 2011년 7월 1일 ~, 퍼스낼리티)
- 전국 컬렉션 라디오 「소악마왕·오오쿠보 루미의 천하포식」 (온센: 2012년 3월 23일 ~)

### 게임
2011년
- 데이터 카드스 프리큐어 올스타즈 - 시라베 아코/큐어 뮤즈
- 무장신희 BATTLE RONDO - 시스터 형 MMS 하모니 그레이스

2012년
- 24시의 종과 신데렐라 ~Halloween Wedding~ - 오데트 = 스칼렛
- 던전 트래블러스 2 왕립 도서관과 마물의 봉인 - 이스트
- 도쿄 바벨 - 게텔
- 마지텐 ~정말로 천사를 만들어 보았다~ - 하타노 이나고
- 여자아이와 밀실에 있으면 ○○할지도 몰라 - 아키시노 카스미

2015년
- 전국무장희 MURAMASA 미야비 - 사나다 유키무라

그랜드 스피어 - 이오
2016년
```
* 페이트 엑스텔라 - 엘리자베트 바토리
```

### 드라마 CD
2011년
- 슈가애플 페어리테일 - 앤 할포드
- 콥스 파티 Book of Shadows 프로젝트 드리스

2012년
- 슈라바라 - 히츠지카 모모노

### 인터넷 TV
2011년
- 유루유리 TV

### 그 외
- 월간 코믹 TV 드라마 극장
  - OZ-오즈- - 도로시
  - 사립! 미녀고등학교 - 우지이에 사요코, 여학생
  - 아야하토리 소환첩 - 여자
  - 히마와리상 - 카자마츠리 마츠리

## 음악

### 캐릭터 송
| 발매일    | 타이틀                                                                          | 명의 | 노래                                                                                   | 타이업                                     |        |
| 2011년    | 2011년                                                                          | 2011년 | 2011년                                                                                 | 2011년                                     | 2011년 |
| --------- | ------------------------------------------------------------------------------- | --- | -------------------------------------------------------------------------------------- | ------------------------------------------ | ------ |
| 4월 27일  | 해피 캇피 도너츠!!                                                              | 캇피 (카토 에미리) &스구리 (오오부코 루미) | 「해피 캇피 도너츠!!」                                                                 | TV 애니메이션『해피 캇피』오프닝 곡        |        |
| 7월 20일  | 유리유라라라라 유루유리 대사건                                                  | 나나모리중☆오락부 (미가미 시오리×오오쓰보 유카×쓰다 미나미×오오쿠보 루미)                                                                                      | 「유리유라라라라 유루유리 대사건」 「유루유리I♡U」                                     | TV 애니메이션『유루유리』오프닝 곡         |        |
| 7월 20일  | 마이 페이스로 가자                                                              | 나나모리중☆오락부 (미가미 시오리×오오쓰보 유카×쓰다 미나미×오오쿠보 루미)                                                                                      | 「마이 페이스로 가자」 「Precious Friends」                                            | TV 애니메이션『유루유리』엔딩 곡           |        |
| 9월 7일   | 유루유리 노래 시리즈♪04 통째로!                                                 | 요시카와 치나츠 (오오쿠보 루미) | 「통째로!」 「Lovely」                                                                 | TV 애니메이션『유루유리』캐릭터 송         |        |
| 11월 30일 | 스위트 프리큐어♪ 보컬앨범 2 ~마음을 하나로~                                     | 큐어 뮤즈 (오오쿠보 루미) 큐어 멜로디 (고시미즈 아미) &큐어 리듬 (오리카사 후미코) &큐어 비트 (토요구치 메구미) &큐어 뮤즈 (오오쿠보 루미) 팀 스위트 프리큐어♪ | 「Overture <우정서곡>」 「꿈의 문」 「ONE~마음을 하나로~」                             | TV 애니메이션『스위트 프리큐어♪』캐릭터 송 |        |
| 12월 29일 | 오락부, 사랑과 용기와 희망과 우정의 테마                                        | 나나모리중☆오락부 (미가미 사오리×오오쓰보 유카×쓰다 미나미×오오쿠보 루미)                                                                                      | 「오락부, 사랑과 용기와 희망과 우정의 테마」                                           | TV 애니메이션『유루유리』이미지 송         |        |
| 2012년    |                                                                                 | |                                                                                        |                                            |        |
| 1월 25일  | 루프                                                                            | 야유유 (시모다 아사미, 하세가와 아키코, 오오쿠보 루미) | 「루프」 「저편」                                                                      | 웹 애니메이션『코피한』오프닝 곡           |        |
| 2월 15일  | 유루유리의 노래♪ 앨범「늘♥변함없이…。」                                         | 나나모리중☆오락부 (미가미 사오리x오오쓰보 유카×쓰다 미나미×오오쿠보 루미)                                                                                      | 「오락부, 사랑과 용기와 희망과 우정의 테마」 「Day by day」 「여자와 여자의 백합게임」 | TV 애니메이션『유루유리』캐릭터 송         |        |
| 4월 18일  | 여기저기에서                                                                    | 여기⇔저기 (오오쿠보 루미, 오카모토 노부히코, 후쿠하라 가오리, 나바타메 히토미, 아사누마 신타로)                                                                | 「여기저기에서」 「여기저기 매일!」                                                    | TV 애니메이션『여기저기』오프닝 곡         |        |
| 4월 18일  | 손을 꼭 잡아                                                                    | 미니와 츠미키 (오오쿠보 루미) | 「손을 꼭 잡아」 「새침한 고양이의 왈츠」                                              | TV 애니메이션『여기저기』엔딩 곡           |        |
| 5월 16일  | 여기저기 캐릭터 송 미니 앨범 ~고민 뮤직·터미널~                                 | 미니와 츠미키 (오오쿠보 루미) | 「사랑의 꽃잎을」                                                                      | TV 애니메이션『여기저기』캐릭터 송         |        |
| 6월 6일   | 전국 컬렉션 캐릭터 송 Vol.1 "소악마왕"오다 노부나가&"태평여군"도쿠가와 이에야스 | 오다 노부나가 (오오쿠보 루미), 도쿠가와 이에야스 (하나자와 카나)                                                                                               | 「새로운 세계」                                                                        | TV 애니메이션『전국 컬렉션』캐릭터 송      |        |
| 7월 4일   | 예스! 유유유☆유루유리♪♪                                                         | 나나모리중☆오락부 (미가미 사오리x오오쓰보 유카×쓰다 미나미×오오쿠보 루미)                                                                                      | 「예스! 유유유☆유루유리♪♪」 「Let's Love~로 가보자♪」                                  | TV 애니메이션『유루유리♪♪』오프닝 곡       |        |
| 7월 4일   | 100% 중~학생                                                                    | 나나모리중☆오락부 (미가미 사오리x오오쓰보 유카×쓰다 미나미×오오쿠보 루미)                                                                                      | 「100% 중~학생」 「MY SWEET MEMORY」                                                   | TV 애니메이션『유루유리♪♪』엔딩 곡         |        |
| 7월 18일  | 유루유리♪♪뮤~직 02 있잖아!                                                      | 요시카와 치나츠 (오오쿠보 루미) | 「있잖아!」 「소녀의 날씨☆」                                                           | TV 애니메이션『유루유리♪♪』캐릭터 송       |        |